# Искаков, Ерулан Аскарович
Ерулан Аскарович Искаков (24 июня 1988) — казахский борец греко-римского стиля.

## Биография
- Серебряный призёр чемпионата Азии среди юниоров (2008)
- Бронзовый призёр международного турнира «Ядыгер Имам» (2012)
- Серебряный призёр чемпионата Азии (2013)
- Серебряный призёр международного турнира «Кубок Азовмаш» (2013)
- Серебряный призёр международного турнира «Мемориал Дейва Шульца» (2014).
- Чемпион Азии (Казахстан, 2014)
- Бронзовый призёр Азиатских игр (2014)
- Бронзовый призёр чемпионата Азии (2017)